# Озерний заказник
Озерний — ботанічний заказник місцевого значення. Об'єкт розташований на території Дворічанського району Харківської області, Кам'янське лісництво, квартали 16 (виділи 5—10, 16, 17, 19, 24, 25), 17 (виділи 5—10, 13, 18).
Площа — 44 га, статус отриманий у 1984 році.
Охороняється ділянка заплавних лісів, луків і стариць у заплаві річки Оскіл.
Ліси представлені осокірниками, вербняками, берестовими та кленовими дібровами. Лучна рослинність представлена справжніми та заболоченими луками, тут зростають регіонально рідкісні злаково-різнотравно-рябчикові угруповання з участю косариків тонких що, занесені до Червоної книги України.
Водна рослинність стариць представлена угрупованнями латаття білого та глечиків жовтих. Ці угруповання занесені до Зеленої книги України. Флора заказника багата декоративними, лікарськими, медоносними та іншими корисними видами рослин.
Заказник входить до складу національного природного парку «Дворічанський»